# Bousalem
Bousalem o Bou Salem (àrab: بوسالم, Būsālim) és una ciutat de Tunísia, de la governació de Jendouba, situada uns 12 km a l'est de la ciutat de Jendouba. La ciutat va portar el nom de Souk El Khemis, ‘Mercat del Dijous', fins que li fou canviat per decret el 30 d'abril de 1966. És capçalera d'una delegació amb 43.980 habitants (2004). El municipi té 20.098 habitants (2004).

## Economia
És una vila principalment agrícola, amb nombrosos petits llogarets a la seva rodalia. S'hi celebra mercat setmanal cada dijous.

## Administració
És el centre de la delegació o mutamadiyya homònima, amb codi geogràfic 22 53 (ISO 3166-2:TN-12), dividida en nou sectors o imades:
- Bou Salem Nord (22 53 51)
- Bou Salem Sud (22 53 52)
- Erroumani (22 53 53)
- El Brahmi (22 53 54)
- El Marja (22 53 55)
- Bir Lakhdar (22 53 56)
- El Koudia (22 53 57)
- El Msanghouche (22 53 58)
- Sidi Abid (22 53 59)

Al mateix temps, forma una municipalitat o baladiyya (codi geogràfic 22 12).